# Adrian Grenier
Adrian Sean Grenier (Santa Fé, 10 de julho de 1976), é um ator estadunidense, mais conhecido por sua participação em O Diabo Veste Prada e na premiada série da HBO, Entourage.

## Filmografia

### Cinema
- 1997 Arresting Gena como Kabush
- 1998 The Adventures of Sebastian Cole como Sebastian Cole
- 1999 Drive Me Crazy como Chase Hammond
- 2000 Cecil B. DeMented como Lyle
- 2001 A.I. - Inteligência Artificial figurante
- 2001 Harvard Man como Alan Jensen
- 2002 Love in the Time of Money como Nick
- 2002 Hart's War como Pvt. Daniel E. Abrams
- 2003 Bringing Rain como Clay Askins
- 2003 Anything Else como Ray Polito
- 2004 Tony N' Tina's Wedding como Michael
- 2005 Across the Hall como Julian
- 2005 A Perfect Fit como John
- 2006 The Devil Wears Prada como Nate
- 2007 Off Hour como Bruno
- 2008 Adventures of Power como Dallas Houston
- 2013 Goodbye World como James

### Televisão
- 2002 Freshening Up como Noah
- 2004-2011 Entourage como Vincent Chase
- 2010 90210 como ele mesmo

## Videoclipes
- 1999 (You Drive Me) Crazy,de Britney Spears